# Občina Gorenja vas - Poljane
Občina Gorenja vas - Poljane je ena od občin v Republiki Sloveniji s središčem v Gorenji vasi v Poljanski dolini (v porečju Poljanske Sore)
V občini je med letoma 1981 in 1990 deloval Rudnik urana Žirovski vrh. Že dolga leta deluje v njej tudi Klub študentov Poljanske doline.

## Naselja v občini
Bačne, Brebovnica, Bukov Vrh, Čabrače, Četena Ravan, Debeni, Delnice, Dobje, Dobravšce, Dolenčice, Dolenja Dobrava, Dolenja Ravan, Dolenja Žetina, Dolenje Brdo, Dolge Njive, Fužine, Goli Vrh, Gorenja Dobrava, Gorenja Ravan, Gorenja vas, Gorenja Žetina, Gorenje Brdo, Hlavče Njive, Hobovše pri Stari Oselici, Hotavlje, Hotovlja, Jarčje Brdo, Javorje, Javorjev Dol, Jazbine, Jelovica, Kladje, Kopačnica, Kremenik, Krivo Brdo, Krnice pri Novakih, Lajše, Laniše, Laze, Leskovica, Lom nad Volčo, Lovsko Brdo, Lučine, Malenski Vrh, Mlaka nad Lušo, Murave, Nova Oselica, Podgora, Podjelovo Brdo, Podobeno, Podvrh, Poljane nad Škofjo Loko, Predmost, Prelesje, Robidnica, Smoldno, Sovodenj, Srednja vas - Poljane, Srednje Brdo, Stara Oselica, Studor, Suša, Todraž, Trebija, Vinharje, Volaka, Volča, Zadobje, Zakobiljek, Zapreval, Žabja vas, Žirovski Vrh Svetega Antona, Žirovski Vrh Svetega Urbana